# Fénypor
A fényporok foszforeszkálás útján fényt kibocsátó anyagok. Ezért nevezik őket foszforoknak is, jóllehet, nem feltétlenül tartalmaznak foszfor atomokat.
A fénypor gerjesztés hatására gerjesztett állapotba kerül, amiből alapállapotba való visszatérésekor fényt sugároz.
A kibocsátott fény energiája minden esetben kisebb, mint a gerjesztésé, a kettő hányadosa a kvantumhatásfok. Fénnyel való gerjesztés esetén a veszteség a  
Stokes-csúszással fejezhető ki:
{\displaystyle E={\frac {hc}{\lambda _{1}-\lambda _{2}}}}
Speciális fajtájuk az Anti-Stokes fényporok, amik több foton energiáját sugározzák ki egy fotonként.
Intenzív kutatási terület még az ún. foton-kaszkád vagy kétlépcsős fényporok területe. Ezek a fényporok egy nagy energiájú foton, például UV-C foton energiáját két (esetleg három) kis energiájú foton formájában sugározzák ki, pl.: egy zöld és egy vörös. Jelenleg nincs praktikus alkalmazásuk, de kutatók remélik, hogy még magasabb fényhasznosítású fénycsöveket tesznek lehetővé.
A fényporok általános jellemzője az öregedés. A kristályszerkezetük károsodásával fényerősségük csökken.

## Anyagaik
A fényporok leggyakrabban átmeneti- (d-mező) vagy ritka földfém (f-mező) vegyületek, többnyire oxidok, szulfidok, halidok és szilikátok. 
Az alapvegyületen kívül gyakran tartalmaznak még egy aktivátort is. Ez igen kis koncentrációjú (néhány ppm) szennyező anyagot jelent, amely módosítja például kibocsátott fényt, vagy az utánfénylés idejét. Elfogadott jelölési módjuk kettőspont után.

## Alkalmazásuk

### Sötétben világító festékek
Elsősorban játék célokra használt, nagyon hosszú (akár több óra) utánvilágítási idejű fényporok. Nem hobbi célú felhasználása a biztonságtechnikai és munkavédelmi utánvilágító táblák készítése, mely a világon sok helyen kötelező, így Magyarországon is.
Felhasználási lehetőségeik szinte korlátlanok, az alkalmazás helyét és technikáját tulajdonképpen csak a hordozóanyag határozza meg, amibe belekeverik őket.
Leggyakrabban a műanyagokhoz keverve vagy festék formájában alkalmazzák. Gerjesztésükre látható fényt, illetve látható közeli UV-t használnak.
Ide tartozik: ZnS:Cu, (Ca,Sr):Bi

### Katódsugárcső
A katódsugárcsőben egy elektronnyaláb gerjeszti a fényporokat. A katódból azonban nem csak elektronok, hanem ionok is kilépnek. A fényport a becsapódó negatív ionok ellen az ernyő belső felületére felvitt vékony alumínium réteg védi. Ez a réteg egyúttal levezeti az ernyőről a negatív töltést, kifelé reflektálja a fényt, ezzel javítva a fényhasznosítást, valamint csökkenti az ernyő többi részének zavaró megvilágítását.
Képernyőkhőz 1ms-nál kisebb perzisztenciájú fényporok: ZnS:Ag+(Zn,Cd)S:Ag fekete-fehér, Y2O2S:Eu+Fe2O3 Vörös, ZnS:Cu,Al zöld, ZnS:Ag+Co Al2O3-on (?) kék.
Radarernyőknél 1 s-nál hosszabb perzisztenciájú pl.: MgF2:Mn

### Fénycsövek
Fénycsöveknél elsődleges kritérium a magas élettartam, több milliszekundumos perzisztencia és a jó kvantumhatásfok.  A gerjesztés 253,6 nm-es hullámhosszúságú UV fénnyel történik.
Y2O3:Eu vörös, (Ce,Tb)MgAl11O19: Ce:Tb zöld, BaMgAl10O17:Eu kék

### LED
A fehér LED valójában egy kék és egy nagy sávszélességű sárga fénypor kombinációjaként jön létre, illetve egy UV LED kiegészítve egy vörös és egy zöld fényporral.

### Elektrolumineszencia
Bizonyos anyagok fényt bocsátanak ki, amikor áram folyik át rajtuk, vagy magas frekvenciájú elektromos erőtérbe helyezik őket. Ezek az anyagok félvezető tulajdonságúak, és az elektron-lyuk párok rekombinációja közben keletkezik a fény. Elterjedten használják háttérvilágításra.

### Nukleáris- és sugártechnika
Bizonyos radioaktív bomlásból származó részecskék is gerjeszthetik a fényport, például béta-részecskék. Ezt felhasználható, nagyon hosszú élettartamú, rendkívül megbízható fényforrások készítésére is. Régebben rádiumot, ma inkább tríciumot használnak sugárforrásként. Pl.: 
fegyverirányzék, vészvilágítás.
Hasonlóan más nagy energiájú részecskék érzékelésére is (például röntgen képalkotás) is léteznek fényporok.